# Szokolya (hegy)
A Szokolya nevű hegy a Zempléni-hegységben, Erdőbénye mellett található 608 méteres hegy. Tállya, Rátka, Mád, Szerencs és Abaújszántó is közel van hozzá. A Tokaj-Hegyaljai borvidék része.

## Közeli városok, és hegyek
Szerencs, kb. 25 km-re, Abaújszántó, kb. 16 km-re, Sárospatak 20 km-re, Tokaj, 23 km-re.
Szerencsi Árpád-hegy, 25 km-re, abaújszántói Krakkó, 16 km szerencsi Fekete-hegy, 27 km-re, bekecsi Nagy-hegy, kb. 28 km, tokaji Kopasz-hegy, 28 km, baskói Mocsárka-hegy, 15 km, baskói Magoska 21 km.